# كارل لانغ
كارل لانغ (بالفرنسية: Carl Lang )‏ (و. 1957  م) هو سياسي فرنسي، هو عضوٌ في الجبهة الوطنية.

## مناصب
تولى منصب عضو في البرلمان الأوروبي (20 يوليو 2004–13 يوليو 2009)
- عضو في البرلمان الأوروبي (20 يوليو 1999–19 يوليو 2004)[1]
- عضو في البرلمان الأوروبي (19 يوليو 1994–19 يوليو 1999)[1]
- عضو مجلس جهوي.